# الحداثة في الشعر
الحداثة في الشعر هو كتاب من تأليف الشاعر اللبناني يوسف الخال، هو أحد الأعمال التي ساهمت في تأسيس الفكر الحداثي في الشعر العربي المعاصر.
يعتبر يوسف الخال شخصية ريادية في حركة الشعر الحر والحداثة الأدبية في العالم العربي خلال القرن العشرين.

## موضوع الكتاب
يعالج يوسف الخال في هذا الكتاب مفهوم الحداثة في الشعر العربي، وكيفية تجاوب الشعراء العرب مع التغيرات الفكرية والثقافية العالمية. كما يناقش أهمية تجاوز الأشكال التقليدية للشعر (كالعمود الشعري والقافية)، والتركيز على المعاني العميقة والتجربة الفردية للشاعر. بالإضافة إلى أنه يتناول تأثيرات الشعر الغربي (مثل ت. س. إليوت وإزرا باوند) على الشعر العربي الجديد، ويحث على الحوار الثقافي بين الشرق والغرب.
يطرح كتاب الحداثة في الشعر عند يوسف الخال الكثير من الأفكار، منها:
- أن الحداثة ليست مجرد شكل حيث يرى الخال أن الحداثة تتجاوز الشكل لتكون حالة فكرية وشعورية تهتم بالإنسان الحديث.[2]
- التحرر من التقليد حيث يدعو إلى كسر القيود التقليدية وإبداع أشكال شعرية جديدة تعبر عن الواقع المعاصر.
- التجريب الفني: الذي يشجع على التجريب في اللغة والصورة الشعرية والأسلوب.
- التأثر بالشعر العالمي حيث يؤكد على أهمية الاطلاع على التراث الشعري العالمي وتوظيفه في سياق محلي.

## المحاور
ينقسم الكتاب إلى محاور تسلط الضوء على قضايا متعددة متعلقة بالحداثة الشعرية، وهي:
- تعريف الحداثة: يتناول الكاتب مفهوم الحداثة بشكل عام، ثم يربطه بالشعر.كما يفرق بين الحداثة كحركة أدبية والحداثة كظاهرة اجتماعية وثقافية. ويشرح كيف يمكن للشعر أن يكون انعكاسًا للتحولات الكبرى في الوعي الإنساني.
- القصيدة الحرة وخصائصها: يناقش الخال الفرق بين الشعر التقليدي (العمودي) والشعر الحر. ويشرح كيفية تحرير الشعر من القافية والوزن الصارم دون التفريط بجماليات الإيقاع الداخلي. ويقدم أمثلة على الشعر الحر من الأدب العربي والغربي.
- التجربة الفردية والشعرية: يؤكد يوسف الخال في هذه النقطة على  أن الشعر الحديث يجب أن يكون تعبيرًا عن التجربة الشخصية والفردية.. كما يتناول دور "الذات الشاعرة" في إنتاج المعاني الجديدة. ويشير إلى أن الحداثة ليست فقط تقنية لكنها تجربة إنسانية أصيلة.
- التأثيرات الغربية في الحداثة الشعرية: يعرض الكتاب أيضا كيفية استفادة يوسف الخال وجيله من الشعراء من التراث الغربي (مثل تي. إس. إليوت، وإزرا باوند). ويدعو إلى حوار ثقافي بين الحضارتين العربية والغربية بدلاً من التقليد الأعمى.
- اللغة والصورة الشعرية: يناقش كتاب الحداثة في الشعر ليوسف الخال تطور اللغة الشعرية لتتناسب مع مفاهيم الحداثة.كما يشدد على أهمية الصورة الشعرية ودورها في التعبير عن الأحاسيس والأفكار بشكل مبتكر.
- الشعر والعصر الحديث: بالنسبة لعلاقة الشعر بالعصر الحديث أو الحداثة، فهو يتناول  دور الشاعر في عصر التغيرات الكبرى، سواء الاجتماعية أو السياسية. كمايرى أن الشاعر الحديث يجب أن يكون واعيًا بتحولات عصره وأن يعبر عنها بلغة جديدة.

## اللغة والأسلوب
يعتمد الكتاب على أسلوب فكري تحليلي. يتخلله اتهمام بالحداثة وإحداث تغيير جوهري في بنية الشعر العربي. كما  يعتمد على لغة نقدية صارمة، تعكس قناعة الكاتب بدور الشعر كوسيلة للتعبير عن تحولات المجتمع والإنسان.

## نماذج من أشعاره
يقول  :
"سأرعى غنمي عند الفجر ، وفي المساء أغني لها
أغنيات الرجوع
والآن دعيني أصرخ
جسدي يبتعد عني . يفارقني كغريب ، كفارس
ما رأيته من قبل "